# Black Dresses
Black Dresses es un dúo canadiense de noise pop, formado por Ada Rook y Devi McCallion.

## Historia
Black Dresses se formó en 2017 por los músicos autodidactas Ada Rook y Devi McCallion. Lanzaron su primer sencillo, una versión de «Paper Planes» de M.I.A., en diciembre de 2017.
El dúo lanzó su álbum debut, Wasteisolation, en abril de 2018. Fue creado completamente a través de la colaboración en línea, con McCallion viviendo en Toronto y Rook en Vancouver. Wasteisolation recibió una cobertura positiva por parte de Noisey y Stereogum. Este fue seguido en breve por el EP Hell Is Real, lanzado en octubre del mismo año. Stereogum los incluyó en su lista de los mejores nuevos artistas de finales de año.
En febrero de 2019, Black Dresses lanzó su segundo álbum de estudio, Thank You, y en mayo, Dreams Come True 2019, un EP remix que consta de nuevas versiones de varias pistas de Wasteisolation.
La banda lanzó su tercer álbum de estudio, Love and Affection for Stupid Little Bitches en agosto de 2019, recibiendo críticas positivas. Colin Joyce de Pitchfork otorgó al álbum una calificación de 7.7, y Noisey lo incluyó en su lista de "Los 22 mejores álbumes que quizás te perdiste en 2019".
El 13 de abril de 2020, coincidiendo con el segundo aniversario del lanzamiento de Wasteisolation, publicaron su cuarto LP, Peaceful as Hell. El álbum recibió una nota de 7.6 por Pitchfork. El reconocido crítico de YouTube Anthony Fantano calificó el disco con un 9 sobre 10.
El 26 de mayo de 2020, el dúo anunció a través de Twitter su separación, citando el acoso recibido por McCallion en redes sociales. Su último material publicado fue del 10 de julio de 2020, después de que el dúo se disolviera, con un remix de la canción de 100 gecs, «745 Sticky», del álbum de remixes 1000 Gecs and the Tree of Clues.
El 21 de diciembre de 2020, el dúo lanzó un sencillo con Esper99 titulado "World Peace", grabado en 2019. McCallion y Rook también proyectos solistas bajo los nombres Girl Rituals y Ada Rook, respectivamente.
El 14 de febrero de 2021, el dúo lanzó su quinto álbum de estudio, "Forever In Your Heart", anunciado 30 minutos antes de su lanzamiento. El dúo declaró que la banda seguía separada, pero sacarían el álbum de todas formas

## Discografía

### Álbumes
- Wasteisolation (2018)
- Thank You (2019)
- Love and Affection for Stupid Little Bitches (2019)
- Peaceful as Hell (2020)
- Forever In Your Heart (2021)
- Forget Your Own Face  (2022)

### EPs
- Hell Is Real (2018)
- Dreams Come True 2019 (2019)